# Puls dnia
Puls dnia – program publicystyczny emitowany w TVP1 w latach 1994-1996 pięć razy w tygodniu, od poniedziałku do piątku. Uchodził za sztandarowy program publicystyczny „Jedynki” w czasach prezesury Wiesława Walendziaka, który sam był jego pomysłodawcą.
Formuła programu była następująca: początkowo emitowano materiał filmowy związany z tematem dnia podany w programie, następnie dziennikarz zapraszał do studia polityka i zadawał pytania na temat najważniejszego politycznego wydarzenia dnia. Do prowadzących należeli m.in. Adam Pawłowicz, Piotr Semka, Marcin Wrona, Bogdan Rymanowski, Jacek Łęski, zaś wśród redaktorów pracujących nad programem należeli m.in. Maciej Gawlikowski, Amelia Łukasiak, Paweł Nowacki i Krzysztof Kuba Sufin.
Program wzbudzał kontrowersje, zwłaszcza wśród członków Krajowej Rady Radiofonii i Telewizji związanych z koalicją SLD-PSL. Dziennikarzom zarzucano stronniczość i sprzyjanie prawej stronie sceny politycznej. Szczególnie ostro atakowano Piotra Semkę i Marcina Wronę. Głośna była zwłaszcza sprawa, kiedy pełniący funkcję premiera Waldemar Pawlak zdenerwowany sposobem prowadzenia rozmowy przez Wronę powiedział mu po rozmowie: „Niech pan tak dalej uprawia dziennikarstwo, to daleko pan zajdzie”. Po tym incydencie Marcin Wrona wycofał się z prowadzenia Pulsu i powrócił do swojej macierzystej redakcji, RMF FM. Piotr Semka został z kolei zawieszony po tym, jak podczas rozmowy z Andrzejem Olechowskim spytał go o współpracę ze służbami specjalnymi PRL.
Program został zdjęty niedługo po objęciu prezesury przez Ryszarda Miazka. Nowy prezes zaproponował ekipie Pulsu dnia obsługę programu Anioł Pański, ale dziennikarze nie przyjęli tej propozycji. Część z nich odeszła do redakcji nowo powstałego dziennika „Życie”. Archiwa programu zostały częściowo zniszczone. Obecnie w archiwum cyfrowym TAI znajduje się jedynie część materiałów archiwalnych Pulsu Dnia.